# Paphiopedilum shipwayae
Paphiopedilum shipwayae är en orkidéart som beskrevs av Robert Allen Rolfe. Paphiopedilum shipwayae ingår i släktet Paphiopedilum och familjen orkidéer. Inga underarter finns listade i Catalogue of Life.